# Claverie (cépage)
Pour les articles homonymes, voir Claverie.
Le claverie est un cépage blanc des départements français des Landes et des Pyrénées-Atlantiques.

## Origine et répartition géographique
Devenu rare, le claverie se trouvait en Chalosse (Landes) et dans le Vic-Bilh et le Jurançonnais (Pyrénées-Atlantiques). Son nom et ses variantes viendraient du béarnais claberia ('enclos, barrière'). Il couvrait encore 23 ha. en 2000, principalement dans les Landes.

## Caractères ampélographiques
- Bourgeonnement épanoui, citonneux, blanc à liseré carminé ;
- jeunes feuilles duveteuses, vert jaunâtre ;
- feuilles orbiculaires, vert foncé.

## Aptitudes culturales
La maturité est de troisième époque.

## Synonymes
Le claverie est aussi connu sous les noms de chaloussenc dans le Vic-Bilh, de bouguieu dans le Tursan, de galia zuria en basque au Pays basque français. Il porte aussi les noms de chalosse blanche, de clabarien, de clabérieu, de clabéria, de claverie blanc, et de claverie verte.